# Francisco Tomás García Rodríguez
Francisco Tomás García Rodríguez (Madrid, 5 de novembre de 1975) va ser un ciclista espanyol que competí professionalment entre 1998 i 2003. Criat a Sotillo de la Adrada, es va formar a la Fundació Provincial Esportiva Víctor Sastre. Va destacar en la seva feina com a gregari.

## Palmarès
- 1996
  - Vencedor d'una etapa al Clásico RCN
- 1997
  -  Campió d'Espanya sub-23 en ruta
- 2005
  - 1r al Gran Premi Àrea Metropolitana de Vigo

### Resultats al Tour de França
- 1998. Abandona (5a etapa)
- 1999. 26è de la classificació general

### Resultats al Giro d'Itàlia
- 2001. Abandona (13a etapa)

### Resultats a la Volta a Espanya
- 2000. 18è de la classificació general
- 2004. 41è de la classificació general